# Волчица и пряности
«Волчи́ца и пря́ности» (яп. 狼と香辛料 О:ками то ко:синрё:, досл. «Волчица и специи») — популярная японская серия ранобэ, написанная Исуной Хасэкурой, с иллюстрациями Дзю Аякуры. В 2007 году число проданных экземпляров, согласно «Майнити симбун», превысило 500 тысяч, а в 2008 — уже 2,2 млн экземпляров.
Всего же выпущено 24 тома «лайт-новел» (14 основных и десять «побочных историй», которые носят название Side Colors и Spring Log.
Несмотря на официальное завершение серии на 17 томе, осенью 2016 года продолжился выпуск как спин-оффа основной сюжетной линии «Волчица и пряности» (сборники рассказов Spring Log), так и сиквела «Волчица и пергамент». На апрель 2021 года обе серии насчитывают по 5 томов.
Несмотря на то, что «Волчица и пряности» написана в жанре фэнтези, она выделяется из других произведений подобного жанра, так как герои по большей части вращаются в мире торговли и товарно-денежных отношений, а не в мире меча и магии.
Манга, нарисованная Кэйто Коумэ, публиковалась в журнале Dengeki Maoh с сентября 2007 года по декабрь 2017-го, а аниме, снятое по мотивам романов, было показано в 2008 году. Позже по сюжету произведения вышла видеоигра в жанре «симулятор свиданий», предназначенная для платформы Nintendo DS.
Также на начало 2019 года анонсирована VR-игра от студии Spicy Tails. 25 февраля 2022 года было объявлено о выпуске нового аниме от студии Passione, премьера которого состоялась 2 апреля 2024 года.

## Название
Интересно отметить некоторую несогласованность в названии сериала. По-японски произведение называется «狼と香辛料», то есть «Волчица и специи» (вернее, «волк», японские существительные не имеют категории рода). В английском же заголовке (его можно видеть на том же официальном сайте) эти слова идут в обратном порядке, то есть «Специи и волк» (у оригинальных «лайт-новел» английского перевода заголовка нет, но все 17 томов имеют иной подзаголовок на английском языке: «Merchant meats spicy wolf»). В существующих неофициальных переводах аниме встречается как один, так и другой порядок слов. Официальным русским переводом является «Волчица и пряности».

## Сюжет
Крафт Лоуренс — двадцатипятилетний странствующий торговец, мечтающий накопить денег на обустройство собственного магазина. Вот уже семь лет, как он путешествует по городам, набираясь опыта в торговле. Однажды он встречает языческое божество, волчицу Холо, которой более 600 лет. Она выглядит как юная девушка с волчьими ушами и хвостом и представляется божеством-покровительницей урожая. Холо многие годы провела в деревне Пасро, но прогресс не стоит на месте, и местные жители перестали нуждаться в её покровительстве. Поэтому волчица решает вернуться в родные места, а Лоуренс ей в этом помогает, сопровождая на север, на её родину - город Йойтсу.

## Список персонажей
Крафт Лоуренс (яп. クラフト・ロレンス Курафуто Рорэнсу) — 25-летний странствующий торговец, зарабатывающий куплей-продажей в различных городах. В двенадцатилетнем возрасте Крафт нанялся учеником к своему родственнику-торговцу, а в восемнадцать начал самостоятельную жизнь. Мечта молодого предпринимателя — накопить достаточно денег, чтобы открыть свой магазин, и вот уже семь лет он стремится к своей цели, обретая опыт в торговле. Встретив Холо, Лоуренс соглашается взять девушку с собой, чтобы помочь добраться до её места рождения на Севере. В свою очередь, Холо помогает попутчику, давая мудрые советы и используя обострённые волчьи чувства. Постепенно, по мере продвижения сюжета, и Лоуренс, и Холо проявляют взаимные усиливающиеся чувства, привязанность и заботу друг о друге. Хоть Лоуренс редко показывает своё отношение и чувства к Холо, он по-настоящему заботится о ней. Вместе они не только выходят из множества неприятных ситуаций, но и увеличивают свой денежный капитал. Холо дорога Лоуренсу, но он старается не показывать свои чувства открыто. Лоуренс по натуре крайне добр, при том, что, как истинный торговец, он разумен и расчётлив. Он упоминал, что за свою жизнь был атакован волками восемь раз. Наконец, в завершении сериала Лоуренс открыто признаётся Холо в любви, жертвуя ради неё своей мечтой, а она отвечает ему взаимностью.
Сэйю: Дзюн Фукуяма
Холо (яп. ホロ Хоро) — волчица, божество урожая, родом из северных земель, которые называются Йойс. Она заключила договор с жителями городка и деревни Пасро, пообещав обеспечивать хороший урожай пшеницы каждый год. Но время шло, и жители города и деревни стали всё меньше верить в Холо, и уже не надеялись на неё, как когда-то. По этой причине Холо решила покинуть деревню, спрятавшись в пшенице в телеге странствующего торговца Лоуренса, и вернуться на север, в то место, где она родилась и которое считает своим домом. Холо путешествует вместе с Лоуренсом из города в город, попутно помогая своему спутнику решать различные проблемы (хотя иногда их причиной является она сама). Холо принимает форму юной девушки с волчьими ушками и длинным пушистым хвостом. Также она может принимать свою истинную форму — огромной волчицы, наводящей страх на людей. Чтобы обратиться, ей нужно либо выпить немного крови, либо съесть зёрна пшеницы. Представилась как «Холо, Мудрая Волчица из Йойса», хорошо умеет отличать правду от лжи. Практически всё время Холо была одинока, поэтому иногда она показывает ранимую сторону своей души. Холо полагается на Лоуренса, поскольку боится одиночества, что Лоуренс очень хорошо понимает, будучи странствующим торговцем, и по-своему старается поддерживать и утешать её. Также Холо хорошо осознаёт и боится огромной разницы в продолжительности их жизней — ведь для неё человеческая жизнь словно мгновение. Холо сильно боится снова остаться в одиночестве, хоть и скрывает это за своими шутками. Несмотря на то, что поначалу она шутит о своей привязанности и чувствах к Лоуренсу, волчица медленно, но верно влюбляется в него. Холо обожает вкусную еду и алкоголь, сладкое, но особенно любит яблоки. Также она гордится своим хвостом и постоянно проявляет особую заботу о нём: расчёсывает, гладит, поддерживает в ухоженном состоянии.
Сэйю: Ами Косимидзу
Нора Арент (яп. ノーラ・アレント Но:ра Арэнто) — опытная пастушка из подконтрольного церкви города Рубинхейген. Её помощником и верным другом является пастуший пёс по имени Энек. Мечта Норы — бросить свою нынешнюю работу и стать профессиональной портнихой, поэтому она соглашается помочь Лоуренсу и Холо и идёт на опасную контрабанду золота. Её считают колдуньей и язычницей из-за рода занятий и способности выпасать стадо овец на пастбищах, кишащих волками, не потеряв при этом ни одной овцы.
Сэйю: Маи Накахара
Хлоя (яп. クロエ Куроэ) — этот персонаж присутствует только в аниме, однако имеет мужской аналог в основном произведении. В оригинале её прототипом выступает Ярэй, однако Хлоя имеет более близкие отношения с главным героем. Она — жительница Пасро, давно знакома с Лоуренсом, который учил её премудростям торговли. Хлоя уважает его как учителя и хорошего друга. Их дружба распалась, когда Хлоя вместе с гильдией Медио пыталась схватить Холо и передать её церкви. На первое место Хлоя ставит собственное благополучие и жителей деревни.
Сэйю: Каори Надзука

## Отзывы и критика
В 2005 году Хасэкура отправил первую рукопись из серии на конкурс «Dengeki Novel Prize» издательства ASCII Media Works, где его произведение получило серебряную медаль.
10 февраля 2006 года первая повесть была опубликована, на 2008 год было издано девять томов под лейблом «Dengeki Bunko» издательства ASCII Media Works.
В США повести лицензированы американской компанией Yen Press. Первый том издан в декабре 2009 года.
Серия выходила с подзаголовком «Merchant meats spicy wolf». Неизвестно, что в действительности означает слово meats в подзаголовке, но считается, что это просто искажённая форма английского слова meets (с англ. — «встречает»).
Серия пользуется большой популярностью у читателей. В мае 2008 года ASCII Media Works заявило, что в Японии было продано уже более 1,2 млн копий первых семи томов. Газета «Майнити симбун» отмечает, что Spice and Wolf — это «уникальное фэнтези», потому что сюжет серии концентрируется на экономике и торговле, а не на таких типичных для жанра фэнтези вещах, как магия и меч.

## Аниме
Аниме состоит из тринадцати серий (из них одна OVA-серия). С июля 2009 года идёт показ второго сезона сериала, «Волчица и пряности 2» («狼と香辛料II»). Сериал создавался тем же режиссёром (Такэо Такахаси), но на другой студии. Однако колорит остался прежним. Появились новые персонажи, а большинство прежних (за исключением главных героев, Холо и Лоуренса) больше не показывалось. Кроме того, предваряя второй сезон, 28 апреля 2009 года вышла «нулевая» OVA-серия, названная «Волчица и янтарная меланхолия» («狼と琥珀色の憂鬱»). Серия имеет длительность около 23 минут и поставлена по одной из «побочных» глав 7-го тома ранобэ.
25 февраля 2022 года было объявлено о выпуске нового аниме. «Волчица и пряности: Торговец встречает мудрую волчицу» (狼と香辛料 MERCHANT MEETS THE WISE WOLF), трансляция которого началась 2 апреля 2024 года. 23 сентября 2024 года стало известно, что сериал продлён на второй сезон, Дзюн Фукуяма вернулся к озвучиванию Крафта Лоуренса, Ами Косимидзу — Холо, Маи Накахара — Норы Арент. Такэо Такахаси является главным режиссёром, Хидзири Сампэй — режиссёром аниме на студии Passione, Кевин Пенкин — композитором.

### Музыка
Начальные темы
- «Tabi no Tochuu» (яп. 旅の途中 Таби но тотю:)

Исполняет Нацуми Киёура
- «Mitsu no Yoake» (яп. 蜜の夜明け Мицу но ёакэ)

Исполняет Акино Араи
Завершающие темы
- «Ringo Biyori» (яп. リンゴ日和 Ринго биёри)

Исполняет Rocky Chack
- «Perfect World»

Исполняет Rocky Chack

## Манга
27 сентября 2007 года в сэйнэн-журнале Dengeki Maoh издательства MediaWorks начала выходить манга-адаптация Spice and Wolf по сюжету Исуны Хасэкуры с иллюстрациями мангаки Кэйто Коумэ. Последняя, сотая, глава была издана в февральском выпуске журнала за 2018 год, 27 декабря 2017 года.
Компания MediaWorks выпускала главы в виде томов, танкобонов. 27 марта 2008 года вышел первый танкобон, куда входит первые шесть глав манги, последний, 16-й, был издан 27 февраля 2018 года.
Компания Kadokawa Media выпускает мангу «Волчица и пряности» на китайском языке в Тайване. Компанией Yen Press на New York Comic Con 2009 года было объявлено о приобретении права на выпуск манги на английском языке в Северной Америке. Компания «Реанимедиа» приобрела эксклюзивную лицензию на территории России, Украины, Беларуси, Казахстана и в странах Балтии и начала выпуск под названием «Волчица и пряности» в партнёрстве с издательским домом «Истари комикс». Первый том на русском языке вышел 25 декабря 2009 года.
Манга выпускается в традиционной чёрно-белой цветовой палитре, с несколькими цветными страницами на том.

### Список томов манги
| №  | В Японии              | В Японии               | В России        | В России               |
| №  | Дата публикации       | ISBN                   | Дата публикации | ISBN                   |
| -- | --------------------- | ---------------------- | --------------- | ---------------------- |
| 01 | 27 марта 2008 года    | ISBN 978-4-8402-4254-7 | 25.12.2009      | ISBN 978-5-904676-01-8 |
| 02 | 27 января 2009 года   | ISBN 978-4-0486-7559-8 | 16.03.2010      | ISBN 978-5-904676-02-5 |
| 03 | 27 июля 2009 года     | ISBN 978-4-0486-7963-3 | 21.10.2010      | ISBN 978-5-904676-08-7 |
| 04 | 27 марта 2010 года    | ISBN 978-4-0486-8516-0 | 16.03.2011      | ISBN 978-5-904676-12-4 |
| 05 | 27 октября 2010 года  | ISBN 978-4-0486-8921-2 | 11.09.2012      | ISBN 978-5-904676-21-6 |
| 06 | 4 апреля 2011 года    | ISBN 978-4-0487-0500-4 | 19.10.2012      | ISBN 978-5-904676-22-3 |
| 07 | 27 февраля 2012 года  | ISBN 978-4-04-886294-3 | 12.08.2013      | ISBN 978-5-904676-25-4 |
| 08 | 27 октября 2012 года  | ISBN 978-4-04-891051-4 | 12.08.2013      | ISBN 978-5-904676-26-1 |
| 09 | 27 августа 2013 года  | ISBN 978-4-04-891839-8 | 10.11.2014      | ISBN 978-5-904676-37-7 |
| 10 | 26 апреля 2014 года   | ISBN 978-4-04-866488-2 | 03.04.2015      | ISBN 978-5-904676-42-1 |
| 11 | 20 декабря 2014 года  | ISBN 978-4-04-869054-6 | декабрь 2015    | ISBN 978-5-904676-43-8 |
| 12 | 27 августа 2015 года  | ISBN 978-4-048-65172-1 | декабрь 2016    | ISBN 978-5-904676-70-4 |
| 13 | 27 февраля 2016 года  | ISBN 978-4-048-65725-9 | декабрь 2017    | ISBN 978-5-904676-72-8 |
| 14 | 27 сентября 2016 года | ISBN 978-4-048-92341-5 | декабрь 2017    | ISBN 978-5-904676-84-1 |
| 15 | 27 май 2017 года      | ISBN 978-4-04-892911-0 | декабрь 2017    | ISBN 978-5-904676-99-5 |
| 16 | 27 февраля 2018 года  | ISBN 978-4-04-893596-8 | октябрь 2018    | ISBN 978-5-907014-34-3 |

## Список томов ранобэ
| № | Заглавие                                  | Японский                                     | Русский                                   |
| --- | ----------------------------------------- | -------------------------------------------- | ----------------------------------------- |
| 01 | —                                         | 10 февраля 2006 года ISBN 978-4-8402-3302-6  | Июнь 2017 года ISBN 978-5-904676-82-7     |
| Пролог (яп. 序幕 Дзёмаку) 1. Глава 1 (яп. 第一幕 Дай ити маку) 2. Глава 2 (яп. 第二幕 Дай ни маку) 3. Глава 3 (яп. 第三幕 Дай сан маку) 4. Глава 4 (яп. 第四幕 Дай ён маку) 5. Глава 5 (яп. 第五幕 Дай го маку) 6. Глава 6 (яп. 第六幕 Дай року маку) Эпилог (яп. 終幕 Сю:маку) |                                           |                                              |                                           |
| 02 | —                                         | 10 июня 2006 года ISBN 978-4-8402-3451-1     | Февраль 2019 года ISBN 978-5-907014-33-6  |
| 1. Глава 1 (яп. 第一幕 Дай ити маку) 2. Глава 2 (яп. 第二幕 Дай ни маку) 3. Глава 3 (яп. 第三幕 Дай сан маку) 4. Глава 4 (яп. 第四幕 Дай ён маку) 5. Глава 5 (яп. 第五幕 Дай го маку) 6. Глава 6 (яп. 第六幕 Дай року маку) Эпилог (яп. 終幕 Сю:маку) |                                           |                                              |                                           |
| 03 | —                                         | 10 октября 2006 года ISBN 978-4-8402-3588-4  | Сентябрь 2019 года ISBN 978-5-907014-37-4 |
| 1. Глава 1 (яп. 第一幕 Дай ити маку) 2. Глава 2 (яп. 第二幕 Дай ни маку) 3. Глава 3 (яп. 第三幕 Дай сан маку) 4. Глава 4 (яп. 第四幕 Дай ён маку) 5. Глава 5 (яп. 第五幕 Дай го маку) Эпилог (яп. 終幕 Сю:маку) |                                           |                                              |                                           |
| 04 | —                                         | 10 февраля 2007 года ISBN 978-4-8402-3723-9  | Сентябрь 2019 года ISBN 978-5-907014-38-1 |
| 1. Глава 1 (яп. 第一幕 Дай ити маку) 2. Глава 2 (яп. 第二幕 Дай ни маку) 3. Глава 3 (яп. 第三幕 Дай сан маку) 4. Глава 4 (яп. 第四幕 Дай ён маку) 5. Глава 5 (яп. 第五幕 Дай го маку) 6. Глава 6 (яп. 第六幕 Дай року маку) Эпилог (яп. 終幕 Сю:маку) |                                           |                                              |                                           |
| 05 | —                                         | 10 августа 2007 года ISBN 978-4-8402-3933-2  | Февраль 2020 года ISBN 978-5-907014-96-1  |
| Пролог (яп. 序幕 Дзёмаку) 1. Глава 1 (яп. 第一幕 Дай ити маку) 2. Глава 2 (яп. 第二幕 Дай ни маку) 3. Глава 3 (яп. 第三幕 Дай сан маку) 4. Глава 4 (яп. 第四幕 Дай ён маку) Эпилог (яп. 終幕 Сю:маку) |                                           |                                              |                                           |
| 06 | —                                         | 10 декабря 2007 года ISBN 978-4-8402-4114-4  | Май 2020 года ISBN 978-5-907014-97-8      |
| Пролог (яп. 序幕 Дзёмаку) 1. Глава 1 (яп. 第一幕 Дай ити маку) 2. Глава 2 (яп. 第二幕 Дай ни маку) 3. Глава 3 (яп. 第三幕 Дай сан маку) 4. Глава 4 (яп. 第四幕 Дай ён маку) 5. Глава 5 (яп. 第五幕 Дай го маку) Эпилог (яп. 終幕 Сю:маку) |                                           |                                              |                                           |
| 07 | Side Colors                               | 10 февраля 2008 года ISBN 978-4-8402-4169-4  | 5 апреля 2023 года ISBN 978-5-907340-42-8 |
| 1. «Мальчик, девушка и белые цветы» (яп. 少年と少女と白い花 Сё:нэн то сё:дзё то сирой хана)}, впервые опубликован в Dengeki hp, выпуски 47-49 2. «Красные яблоки и голубое небо» (яп. 林檎の赤、空の青 Рю:го: но ака, сора но ао), впервые опубликован в Dengeki hp, выпуск 44 3. «Волчица и янтарная меланхолия» (яп. 狼と琥珀色の憂鬱 О:ками то кохакуиро но ю:уцу) |                                           |                                              |                                           |
| 08 | Город раздора. Часть первая 対立の町 (上) | 10 мая 2008 года ISBN 978-4-0486-7068-5      | 5 апреля 2023 года ISBN 978-5-907340-43-5 |
| Пролог (яп. 序幕 Дзёмаку) 1. Глава 1 (яп. 第一幕 Дай ити маку) 2. Глава 2 (яп. 第二幕 Дай ни маку) 3. Глава 3 (яп. 第三幕 Дай сан маку) |                                           |                                              |                                           |
| 09 | Город раздора. Часть вторая 対立の町 (下) | 10 сентября 2008 года ISBN 978-4-0486-7210-8 | 5 апреля 2023 года ISBN 978-5-907340-44-2 |
| Пролог (яп. 序幕 Дзёмаку) 1. Глава 4 (яп. 第四幕 Дай ён маку) 2. Глава 5 (яп. 第五幕 Дай го маку) 3. Глава 6 (яп. 第六幕 Дай року маку) 4. Глава 7 (яп. 第七幕 Дай нана маку) 5. Глава 8 (яп. 第八幕 Дай хати маку) 6. Глава 9 (яп. 第九幕 Дай кю: маку) Эпилог (яп. 終幕 Сю:маку) |                                           |                                              |                                           |
| 10 | —                                         | 10 февраля 2009 года ISBN 978-4-0486-7522-2  |                                           |
| Пролог (яп. 序幕 Дзёмаку) 1. Глава 1 (яп. 第一幕 Дай ити маку) 2. Глава 2 (яп. 第二幕 Дай ни маку) 3. Глава 3 (яп. 第三幕 Дай сан маку) 4. Глава 4 (яп. 第四幕 Дай ён маку) 5. Глава 5 (яп. 第五幕 Дай го маку) Эпилог (яп. 終幕 Сю:маку) |                                           |                                              |                                           |
| 11 | Side Colors II                            | 10 мая 2009 года ISBN 978-4-0486-7809-4      |                                           |
| 1. Wolf and the Golden Promise (яп. 狼と黄金色の約束 О:ками то коганэиро но якусоку), впервые издавался в Dengeki Bunko Magazine, выпуски 4 и 5 2. Wolf and the Bright Green Road (яп. 狼と若草色の寄り道 О:ками то вакакусаиро но ёримити), впервые издавался в Dengeki Bunko Magazine, пролог 2 3. Black Wolf's Cradle (яп. 黒狼の揺り籠 Кокуро: но юрикаго) |                                           |                                              |                                           |
| 12 | —                                         | 10 августа 2009 года ISBN 978-4-0486-7933-6  |                                           |
| Пролог (яп. 序幕 Дзёмаку) 1. Глава 1 (яп. 第一幕 Дай ити маку) 2. Глава 2 (яп. 第二幕 Дай ни маку) 3. Глава 3 (яп. 第三幕 Дай сан маку) 4. Глава 4 (яп. 第四幕 Дай ён маку) 5. Глава 5 (яп. 第五幕 Дай го маку) 6. Глава 6 (яп. 第六幕 Дай року маку) Эпилог (яп. 終幕 Сю:маку) |                                           |                                              |                                           |
| 13 | Side Colors III                           | 10 ноября 2009 года ISBN 978-4-0486-8140-7   |                                           |
| 1. Wolf and the Twilight-Colored Gift (яп. 狼と夕暮れ色の贈り物 О:ками то ю:гурэиро но окуримоно), впервые издавался в Dengeki Bunko Magazine, выпуск 6 2. Wolf and Addicted to Peach Honey (яп. 狼と桃のはちみつ漬け О:ками то момо но хатимицудзукэ), впервые издавался в Dengeki Bunko Magazine, выпуски 7 и 8 3. Wolf and The Silver Sigh (яп. 狼と銀色のため息 О:ками то гинъиро но тамэики), впервые издавался в сентябрьском выпуске журнала Dengeki Maoh за 2009 год 4. Shepherd and a Black Knight (яп. 羊飼いと黒い騎士 Хицудзикай то курой киси) |                                           |                                              |                                           |
| 14 | —                                         | 10 февраля 2010 года ISBN 978-4-0486-8326-5  |                                           |
| Пролог (яп. 序幕 Дзёмаку) 1. Глава 1 (яп. 第一幕 Дай ити маку) 2. Глава 2 (яп. 第二幕 Дай ни маку) 3. Глава 3 (яп. 第三幕 Дай сан маку) 4. Глава 4 (яп. 第四幕 Дай ён маку) Эпилог (яп. 終幕 Сю:маку) |                                           |                                              |                                           |
| 15 | Solar Gold Coin (Vol. 1) 太陽の金貨〈上〉 | 10 сентября 2010 года ISBN 978-4-0486-8829-1 |                                           |
| Пролог (яп. 序幕 Дзёмаку) 1. Глава 1 (яп. 第一幕 Дай ити маку) 2. Глава 2 (яп. 第二幕 Дай ни маку) 3. Глава 3 (яп. 第三幕 Дай сан маку) 4. Глава 4 (яп. 第四幕 Дай ён маку) 5. Глава 5 (яп. 第五幕 Дай го маку) |                                           |                                              |                                           |
| 16 | Solar Gold Coin (Vol. 2) 太陽の金貨〈下〉 | 10 февраля 2011 года ISBN 978-4-0487-0265-2  |                                           |
| 1. Глава 6 (яп. 第六幕 Дай року маку) 2. Глава 7 (яп. 第七幕 Дай нана маку) 3. Глава 8 (яп. 第八幕 Дай хати маку) 4. Глава 9 (яп. 第九幕 Дай кю: маку) 5. Глава 10 (яп. 第十幕 Дай дзю: маку) 6. Глава 11 (яп. 第十一幕 Дай дзю:ити маку) 7. Глава 12 (яп. 第十二幕 Дай дзю:ни маку) |                                           |                                              |                                           |
| 17 | Эпилог                                    | 10 июля 2011 года ISBN 978-4-0487-0685-8     |                                           |
| Эпилог (яп. 終幕 Сю:маку) 1. "Merchant and the Dark Gray Knight" (яп. 行商人と鈍色の騎士 Гё:сё:нин то нибииро но киси), впервые издавался в Dengeki Bunko Magazine, выпуск 9 2. "Wolf and Gray Smile" (яп. 狼と灰色の笑顔 О:ками то хайиро но эгао), впервые издавался в Dengeki Bunko Magazine, выпуск 13 3. "Wolf and White Road" (яп. 狼と白い道 О:ками то сирой мити), впервые издавался в Dengeki Bunko Magazine, выпуск 17 |                                           |                                              |                                           |